# 孔克里耶
孔克里耶（法語：Concriers，法語發音：[kɔ̃kʁije]）是法国卢瓦-谢尔省的一个市镇，属于布卢瓦区。

## 地理
孔克里耶（47°46'17"N, 1°28'28"E）面积4.84 平方千米，位于法国中央-卢瓦尔河谷大区卢瓦-谢尔省，该省份为法国中北部省份，北起厄尔-卢瓦省，东北接卢瓦雷省，东南接谢尔省，南至安德尔省，西南接安德尔-卢瓦尔省，西北接萨尔特省。
与孔克里耶接壤的市镇（或旧市镇、城区）包括：若讷、洛尔日、罗什、塞里、塔尔西。

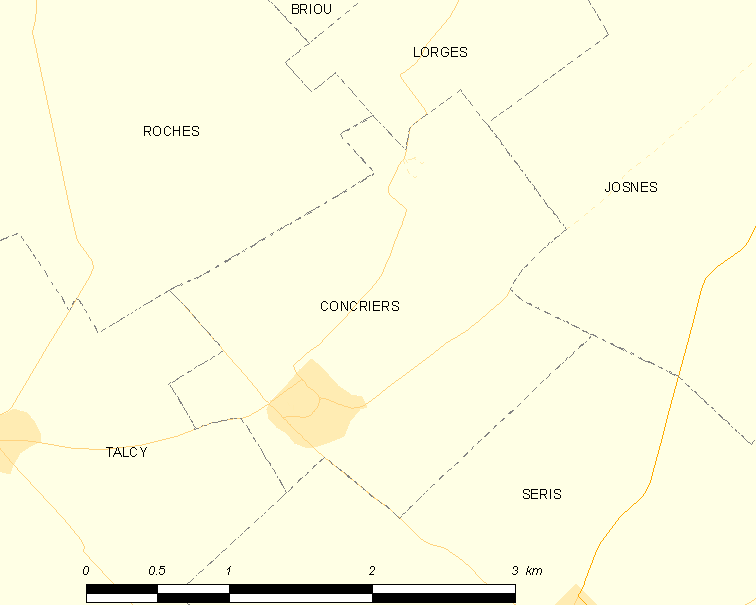
孔克里耶的OSM定位图

孔克里耶的时区为UTC+01:00、UTC+02:00（夏令时）。

## 行政
孔克里耶的邮政编码为41370，INSEE市镇编码为41058。

## 政治
孔克里耶所属的省级选区为拉博斯县。

## 人口

1962-2008年间孔克里耶人口变化图示

孔克里耶于2022年1月1日时的人口数量为188人。